# Khiêu vũ thể thao
Khiêu vũ thể thao (còn gọi là dancesport) là một môn khiêu vũ cạnh tranh trong phòng nhảy, trái ngược với khiêu vũ giao lưu hoặc khiêu vũ biểu diễn. Đối với khiêu vũ thể thao dành cho người khuyết tật, ít nhất một trong các vũ công sẽ ngồi trên xe lăn.
Cái tên của bộ môn khiêu vũ này được sáng tạo ra để giúp môn khiêu vũ thi đấu được công nhận tại Thế vận hội. Nhu cầu thể chất của khiêu vũ thể thao vốn là một đối tượng nghiên cứu khoa học.